# Леплей
Лепле́й — посёлок в Зубово-Полянском районе Мордовии, административный центр сельского поселения Леплейское.

## География
Находится на трассе автомобильной дороги Барашево — Потьма.

Ближайшая железнодорожная станция — Потьма Куйбышевской железной дороги (28 км).

## История
Посёлок образован в 1938 году, как поселение осуждённых при деревообрабатывающем производстве.

Развитие социальной инфраструктуры населённого пункта началось после Великой Отечественной войны. В настоящее время имеются детский сад, средняя школа и детская школа искусств, библиотека, амбулатория с дневным стационаром, аптека, дом культуры, стадион, отделение почтовой связи, операционная касса Сбербанка.

## Население
| 2002 | 2010  |
| ---- | ----- |
| 3146 | ↘2562 |

Национальный состав
Согласно результатам Всероссийской переписи населения 2002 года, в национальной структуре населения русские составляли 63 %.